# Thinte
Die Thinte ist ein knapp 17 Kilometer langer Bach, der im französischen Département Meuse in der Region Grand Est verläuft und sie ist ein linker und südlicher Zufluss des Loison.

## Geographie

### Verlauf
Die Thinte entspringt auf einer Höhe von etwa 238 m im Gemeindegebiet von Azannes-et-Soumazannes. Sie entwässert anfangs nach Westen, dreht dann aber in generell nördliche Richtung.
Sie mündet schließlich an der Gemeindegrenze von Delut und Jametz auf einer Höhe von ungefähr 192 m von links in den Loison.
Der 16,91 km lange Lauf der Thinte endet ungefähr 46 Höhenmeter unterhalb ihrer Quelle, sie hat somit ein mittleres Sohlgefälle von etwa 2,7 ‰.

### Zuflüsse
(Reihenfolge in Fließrichtung)
- Ruisseau des Vaux (links), 3,4 km
- Ruisseau le Moirey (links), 2,4 km
- Ruisseau de l'Eaufontaine (rechts), 1,3 km
- Ruisseau Aux Tripes (rechts), 3,1 km
- Ruisseau de Prelle (links), 2,2 km
- Ruisseau de Wavrille (links), 2,6 km
- Ruisseau de Maurupt (links), 1,3 km
- Ruisseau d'Etraye (links), 3,8 km
- Ruisseau de Reville (links), 4,6 km
- Ruisseau du Bois de Damvillers (rechts), 6,2 km
- Ruisseau de la Bergerie (links), 4,2 km

### Orte
(Reihenfolge in Fließrichtung)
- Les Bénézières, Gemeinde Azannes-et-Soumazannes
- Chaumont-devant-Damvillers
- Moirey, Gemeinde Moirey-Flabas-Crépion
- Wavrille
- Damvillers
- La Ballstière, Gemeinde Peuvillers
- La Maison Rouge, Gemeinde Vittarville